# Itō Jinsai

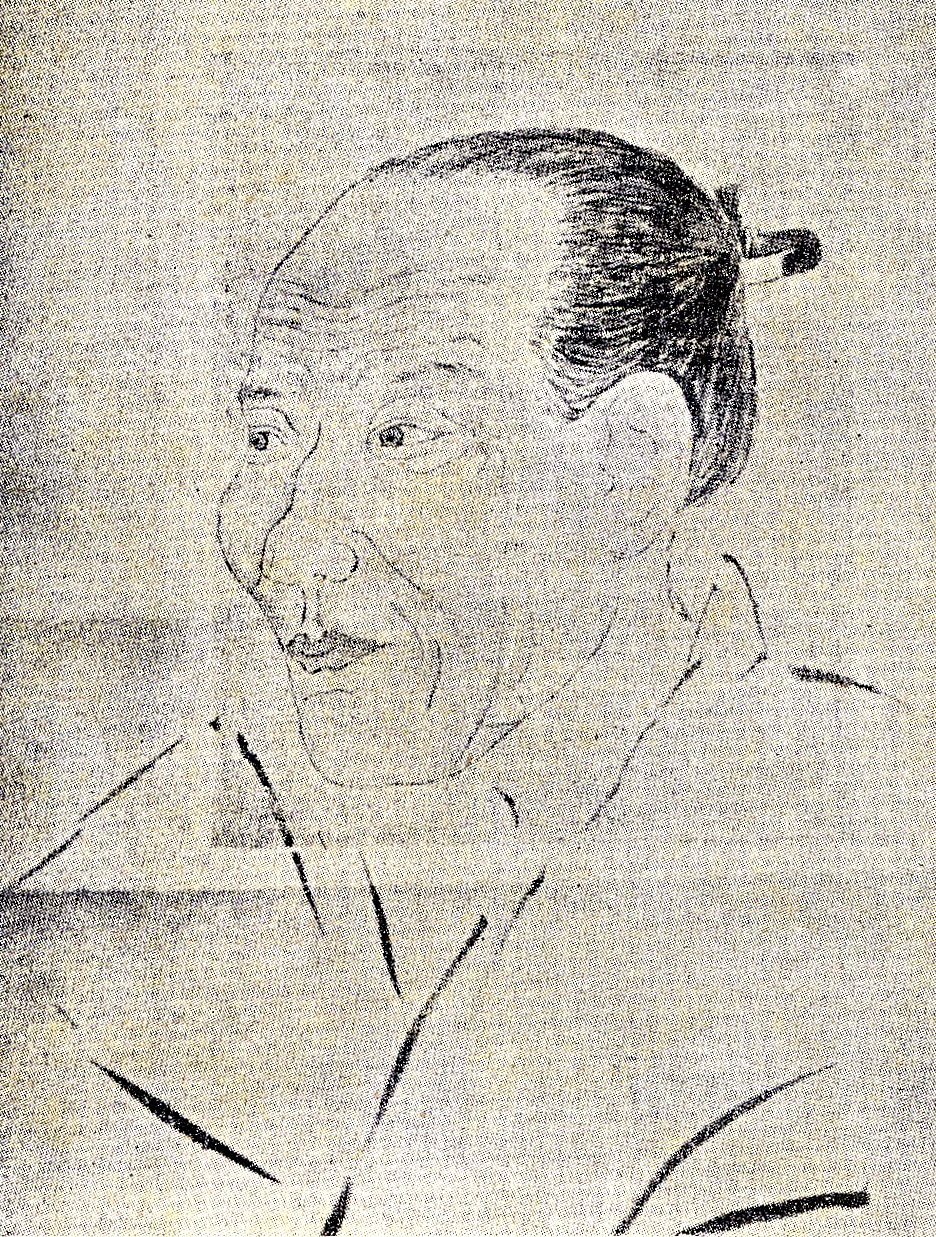
Porträt von Itō Jinsai aus einem Werk von Inoue Tetsujirō, 1902

Itō Jinsai (japanisch 伊藤 仁斎; geb. 30. August 1627 in Kyōto; gest. 5. April 1705 ebenda) war ein japanischer konfuzianischer Philosoph.

## Leben
Itō wurde als Sohn einer Kaufmannsfamilie in Kyōto geboren. Statt wie von seiner Familie gewünscht Medizin studierte er Konfuzianismus an der Schule von Matsunaga Segiko. Er gehörte der Schule des Kogaku (Schule der alten Gelehrsamkeit) an, die sich um den ursprünglichen Kontext und Sinn der Gespräche des Konfuzius bemühte und spätere Interpretationen und Begrifflichkeiten ablehnte, und gründete innerhalb dieser die Richtung des Kogigaku.
1666 erschien sein Hauptwerk Gomō jigi (語孟字義). In dem Essay Dōjimon (童子問, 1673) setzte er sich mit dem Buddhismus und Taoismus auseinander. Ab den 1680er Jahren war Itō als Gelehrter und Lehrer etabliert. Sein Sohn Itō Tōgai erstellte eine umfangreiche Sammlung aller Schriften seines Vaters und eine umfangreiche Biographie.

## Werke
- Gomō jigi 語孟字義 (1666)
- Dōjimon 童子問 (1673)